# Louisa Atkinson
Caroline Louisa Waring Atkinson (conocida como Louisa Atkinson) (25 de febrero de 1834 – 28 de abril de 1872) fue una escritora, botánica e ilustradora australiana. Aunque bien conocida por ser escritora de ficción, su significado a largo plazo se basó en su trabajo botánico. Es considerada como una gran pionera para las mujeres australianas, en periodismo y ciencias naturales, y fue importante en su tiempo por sus referencias simpáticas a los originarios australianos en sus escritos y su estímulo a la conservación.

## Vida
Louisa, como era generalmente conocida, nació en la propiedad de sus padres "Oldbury", Sutton Forest, a unos tres kilómetros de Berrima, en el estado de Nueva Gales del Sur, y era el cuarto vástago de James Atkinson, el autor del libro australiano: An Account of the State of Agriculture and Grazing in New South Wales (Una Cuenta del Estado de Agricultura y Pastos en Nueva Gales del Sur) publicado en 1826. Fallece en 1834, cuándo Louisa solo tenía dos meses de vida. Louisa era una niña algo frágil con un defecto cardíaco. Fue educada por su madre, Charlotte Barton, la autora del primer libro infantil de Australia, A Mother's Offering to her Children (Ofrenda de Una Madre a sus Niños).
Su madre volvió a casarse, pero este segundo marido, George Barton, un amigo de la familia, "se volvió violenta e irrevocablemente loco poco después del matrimonio" resultando en la necesidad de salir de la familia "Oldbury".
Vivió la mayor parte de su vida en Kurrajong Geights en la casa Fernhurst construida por su madre. Antes vivió brevemente en Shoalhaven y en Sídney. Se convirtió en miembro activa de la comunidad, operando como escribana ad honorem para los iletrados del distrito, una confidente de niños, y ayudante de ancianos y enfermos. También organizó y enseñó en la primera Escuela de domingo del distrito.
.
Louisa y su madre regresaron a "Oldbury" en 1865; y, ella muere allí en 1868.
El 11 de marzo de 1869, se casó con James Snowden Calvert (1825–1884) un sobreviviente de la Expedición Leichhardt de 1844–1845 y también interesado en botánica; y, con el tiempo, gerente de la Estación de Cavan en Wee Jasper cerca de Yass. Falleció en Swanton, cerca de "Oldbury", en 1872, 18 días después del nacimiento de su hija, Louise Snowden Annie. Fue inhumada en la bóveda familiar Atkinson en absoluto Santos' Iglesia, Sutton Bosque. Su necrológica en el Heraldo de la Mañana de Sydney la describió como: "Esta señora excelente, que ha sido cortada como una flor en medio de sus días, fue muy distinguida por sus logros literarios y artísticos, así como por los principios cristianos y la caridad expansiva que marcó su carrera".
Según Chisholm, también fue acreditada como "Pionera en la reforma del vestido: las largas faldas de la época eran gran molestia en las áreas con matorrales; y, esta mujer usó, tanto cuando paseaba como montando pony, un traje que despertaba "algunos chismes en las filas de la colonial Mrs. Grundy'." Clarke escribe que ella fue ensamblada en tal comportamiento por Mrs Selkirk, esposa de un médico local.

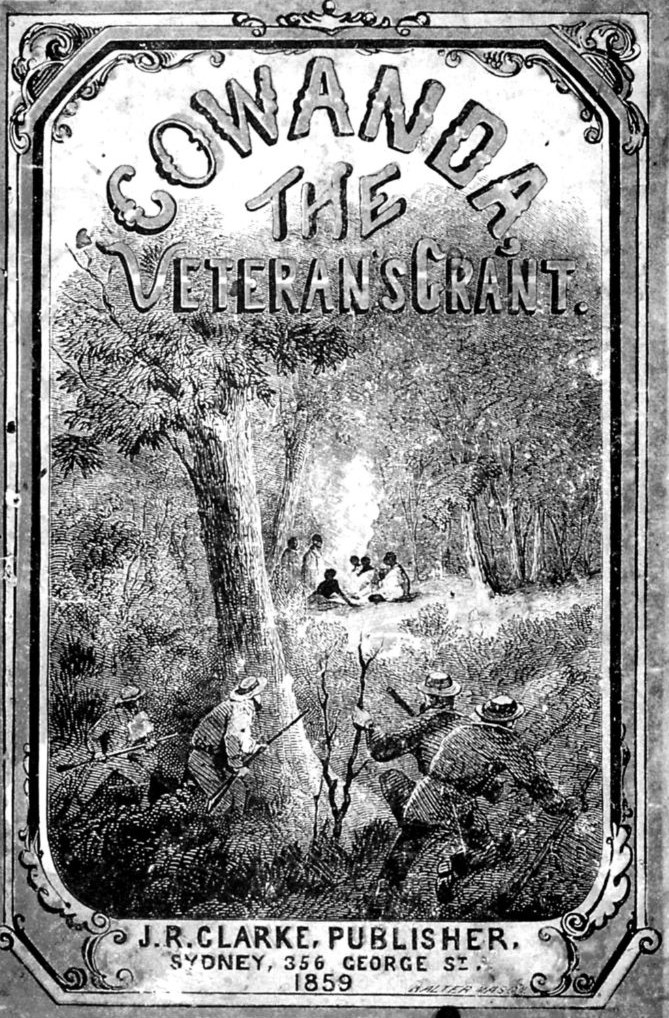
Cowanda

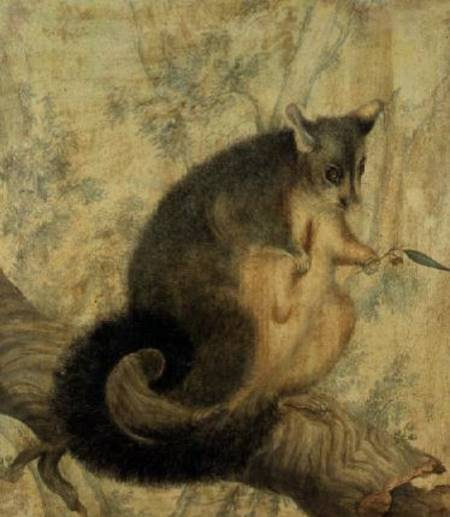
El Possum

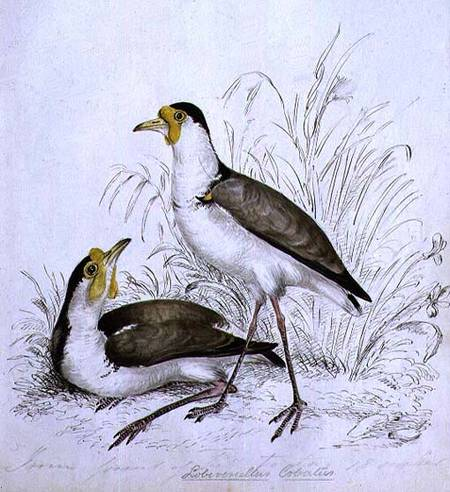
Sandpipers

## Botánico, naturalista y artista
Louisa es reconocida como botánica principalmente, descubriendo nuevas especies para la ciencia en las Montañas Azules y región de Tierras Altas del sur de Nuevas Gales del Sur, y defendió la causa de la conservación durante un período de rápida limpieza de la tierra. Su interés botánico fue, en parte, acreditado por su madre en su hogar escuela y ella misma era artista e interesada en la historia natural.